# Rangel Gerovski
Rangel Ivanov Gerovski (bulharsky Рангел Иванов Геровски; 15. ledna 1959 Karlovo, Bulharsko – 26. dubna 2004) byl bulharský zápasník, reprezentant v zápase řecko-římském. V roce 1988 na olympijských hrách v Soulu vybojoval v kategorii do 130 kg stříbrnou medaili. V Barceloně, o čtyři roky později, vypadl ve stejné kategorii ve druhém kole. V roce 1985, 1987 a 1990 vybojoval 3. místo na mistrovství světa. V roce 1981 se stal mistrem Evropy, V roce 1985 a 1990 vybojoval stříbro a v roce 1987 bronz.